# Fabio Bazzani
Fabio Bazzani (Bologna, 20 ottobre 1976) è un allenatore di calcio ed ex calciatore italiano, di ruolo attaccante.

## Biografia
Dall'11 giugno 2005 è sposato con la showgirl Alessia Merz, con la quale ha due figli.
È tifoso del Milan e del Bologna. Oltre ad amare il calcio, è grande appassionato di basket, tifosissimo della Fortitudo Bologna al punto da farsi tatuare lo stemma della squadra su un braccio.

## Carriera

### Giocatore

#### Club
Dopo le giovanili, fa la sua prima esperienza di rilievo nei Dilettanti nella stagione 1995-1996, militando per due anni nel BoCa di Bologna, dove segna 30 gol in 57 partite. Nel 1996 passa al Sandonà, dove disputa il suo primo campionato da professionista, per poi trasferirsi, l'anno successivo, al Venezia.
Dopo un anno passato a Varese, nel 1999-2000 con l'Arezzo in Serie C1, segna 20 gol in 31 partite, portando la squadra toscana a giocarsi la promozione in cadetteria, poi sfumata ai play-off. Tornato al Venezia, entra spesso a partita in corso.
Nella stagione 2001-02 fa il suo esordio in Serie A il 9 settembre 2001 in Venezia-Verona 0-1. Dopo 3 presenze con la maglia del Venezia, sempre a settembre, Luciano Gaucci, presidente del Perugia, lo porta in Umbria, giocando titolare e segnando in 29 partite 10 gol, la maggior parte dei quali nell'ultima parte di campionato. Con la maglia del Perugia mette anche a segno il suo primo gol in Serie A, proprio all'esordio il 30 settembre 2001 con la rete che apre le marcature in Perugia-Milan 3-1. Nell'estate successiva, il nuovo presidente della Sampdoria, Riccardo Garrone, già sponsor in passato della società blucerchiata, si rivolge al nuovo mister Walter Novellino che chiede di avere con sé Bazzani, al quale è molto legato per i due anni passati insieme in Laguna.
Portato a Genova per una cifra vicina ai 5 milioni di euro, Bazzani, tornato in Serie B, ottiene con la squadra la promozione in Serie A con le sue 16 marcature in 37 presenze: lui e il compagno di reparto Francesco Flachi vengono soprannominati da alcuni tifosi i gemelli del gol. Nella stagione 2003-2004 segna 13 gol, facendo il suo esordio in Nazionale, mentre la stagione successiva non ha le stesse prestazioni e durante il mercato di gennaio passa alla Lazio. In maglia biancoceleste segna 3 reti, di cui due decisive.
Nel 2005 torna alla società blucerchiata (riappacificandosi con Novellino, con il quale aveva avuto in precedenza qualche contrasto), quindi un infortunio ai crociati gli fa saltare metà stagione. Nell'agosto del 2006 un nuovo infortunio ai legamenti gli impedisce di giocare fino a novembre. Nel 2007 torna in campo e riesce a totalizzare 21 presenze in campionato, segnando l'ultimo decisivo gol con la maglia blucerchiata nella partita contro l'Atalanta del 28 febbraio 2007 finita 2-1 per la Samp.
A fine stagione passa al Livorno, con un accordo biennale da 600.000 netti a stagione, ma il mese dopo scioglie il contratto con la squadra amaranto: gli ultras livornesi, schierati a sinistra, gli contestano le opposte vedute politiche (peraltro sempre negate dal diretto interessato), anche con cori dei tifosi rivolti contro di lui nello stadio di Livorno, durante le ultime giornate di campionato. Dai primi di giugno 2007, pertanto, ritorna sul mercato e viene ingaggiato dal Brescia, allenato da Serse Cosmi, con il quale il centravanti aveva giocato ad Arezzo e poi a Perugia.
Il 14 luglio 2008 passa al Pescara, dove mette a segno la prima rete in maglia biancazzurra nella partita casalinga di campionato giocata contro il Foggia e vinta per 1-0. La stagione sarà condizionata, anche in questo caso, da un nuovo infortunio; terminato il contratto, rimane svincolato. Il 21 luglio 2009 firma un contratto con la SPAL, in Lega Pro Prima Divisione.
Il 1º luglio 2010 scende in Serie D, essendosi accordato col Mezzolara. In tutta la stagione segna 10 reti in 29 partite, contribuendo all'accesso del club emiliano ai play-off. La stagione seguente, sempre con il Mezzolara, segna 11 reti in 35 presenze. A fine stagione rimane svincolato, quindi l'11 settembre 2012 annuncia di aver sottoscritto un nuovo contratto con la squadra emiliana, con la quale si appresta a chiudere la carriera, come dichiarato dallo stesso attaccante bolognese. L'11 maggio 2015 viene annunciato il suo addio al calcio giocato.
In carriera ha totalizzato complessivamente 120 presenze e 30 reti in Serie A e 100 presenze e 21 reti in Serie B.

#### Nazionale
Ha esordito in Nazionale il 12 novembre 2003 contro la Polonia, in una partita persa dagli azzurri per 3-1. Successivamente ha giocato altre due volte, l'ultima delle quali nel 2004.

### Dopo il ritiro
Dopo aver allenato il Mezzolara in D nel 2015-2016, tra il 2017 e il 2020 è il vice del suo ex allenatore Serse Cosmi nelle esperienze di Ascoli, Venezia e Perugia.
Diventa poi opinionista di Sportitalia e di Milan TV.
Il 14 maggio 2021, sostituisce l'esonerato Mattia Gori come tecnico della Correggese in Serie D terminando il campionato all’ottavo posto con 4 vittorie, 3 pareggi e 3 sconfitte. Il 24 giugno seguente Fabio Bazzani comunica alla società la non volontà di rinnovare il contratto.
Da agosto è commentatore tecnico per la Serie A su DAZN.
Il 2 gennaio 2022 viene annunciato come nuovo collaboratore del Bologna nello staff di Siniša Mihajlović. Lascia i felsinei a fine stagione  tornando a commentare le partite su DAZN.

## Statistiche

### Cronologia presenze e reti in nazionale
| Cronologia completa delle presenze e delle reti in nazionale ― Italia | Cronologia completa delle presenze e delle reti in nazionale ― Italia | Cronologia completa delle presenze e delle reti in nazionale ― Italia | Cronologia completa delle presenze e delle reti in nazionale ― Italia | Cronologia completa delle presenze e delle reti in nazionale ― Italia | Cronologia completa delle presenze e delle reti in nazionale ― Italia | Cronologia completa delle presenze e delle reti in nazionale ― Italia | Cronologia completa delle presenze e delle reti in nazionale ― Italia |
| Data                                                                  | Città                                                                 | In casa                                                               | Risultato                                                             | Ospiti                                                                | Competizione                                                          | Reti                                                                  | Note                                                                  |
| --------------------------------------------------------------------- | --------------------------------------------------------------------- | --------------------------------------------------------------------- | --------------------------------------------------------------------- | --------------------------------------------------------------------- | --------------------------------------------------------------------- | --------------------------------------------------------------------- | --------------------------------------------------------------------- |
| 12-11-2003                                                            | Varsavia                                                              | Polonia                                                               | 3 – 1                                                                 | Italia                                                                | Amichevole                                                            | -                                                                     | 82’                                                                   |
| 16-11-2003                                                            | Ancona                                                                | Italia                                                                | 1 – 0                                                                 | Romania                                                               | Amichevole                                                            | -                                                                     | 55’                                                                   |
| 18-8-2004                                                             | Reykjavík                                                             | Islanda                                                               | 2 – 0                                                                 | Italia                                                                | Amichevole                                                            | -                                                                     | 55’                                                                   |
| Totale                                                                |                                                                       | Presenze                                                              | 3                                                                     |                                                                       | Reti                                                                  | 0                                                                     |                                                                       |

## Palmarès

### Giocatore

#### Club
- Eccellenza: 1

BoCa:  1995-1996